# Schwarze Augen (1987)
Schwarze Augen ist eine italienisch-sowjetische Literaturverfilmung von Nikita Michalkow aus dem Jahr 1987. Sie beruht auf verschiedenen Kurzgeschichten von Anton Tschechow, darunter vor allem Die Dame mit dem Hündchen. Der Titel spielt auf das bekannte russische Lied Schwarze Augen an.

## Handlung
Um das Jahr 1911: Im leeren Speisesaal eines Kreuzfahrtschiffs begegnet der Russe Pawel dem Italiener Romano. Romano reagiert euphorisch, als er erfährt, dass sein Gegenüber Russe ist, und bittet ihn an seinen Tisch. Pawel ist frisch verheiratet und mit seiner Frau auf Hochzeitsreise. Romano ist Architekt, seit 25 Jahren verheiratet, hat seine Frau Elisa jedoch schon seit längerer Zeit nicht mehr gesehen. Er hat ein Foto bei sich, das seine Familie am letzten glücklichen Tag im Jahr 1903 miteinander zeigt. Er beginnt, Pawel seine Geschichte zu erzählen.
Elisa stammt aus einer reichen Familie und lebt in einem palastartigen Anwesen. Romano, der aus einfachen Verhältnissen stammt, hat sie gegen den Willen ihrer Eltern geheiratet. Seit der Heirat hat Romano jedoch nicht mehr gearbeitet, seine Bauprojekte sind über Entwürfe nicht hinausgekommen, und er hat sich an das Luxusleben seiner Frau gewöhnt. Durch windige Geschäfte ihres Anwalts geht Elisas Vermögen verloren, was sie am Vortag von Romanos Abreise zu einer Kur erfährt. Das Paar streitet sich, und Romano reist am nächsten Tag ab, ohne sich mit Elisa ausgesprochen zu haben. Während des Kuraufenthalts beginnt er eine flüchtige Affäre und erhält bald darauf Besuch von seiner guten Freundin Tina, die sofort erkennt, dass Romano seiner Frau nicht treu geblieben ist. Sie vermutet jedoch eine Affäre mit einer Romano zu dem Zeitpunkt noch unbekannten Russin, die sich regelmäßig mit einem Hund auf dem Kurgelände aufhält. Romano gibt vor, dass er wegen eines Beinleidens zur Kur musste, und Tina stützt ihn, obwohl sie weiß, dass er nicht die Wahrheit sagt. Als sie abgefahren ist, steht plötzlich die Russin Anna mit ihrem Hund vor Romano und bietet ihm an, ihn zu stützen. Romano willigt ein, berichtet ihr jedoch, dass ein Freund einst von einer Russin geheilt wurde. Sie soll ihm ein russisches Wort sagen – das Wort, собачка (sobatschka, Hund), spricht er so lange vor sich hin, bis er plötzlich „geheilt“ ist. Anna rennt schreiend davon, als er zu tanzen beginnt. Am nächsten Morgen treffen sich beide zum Frühstück wieder und Annas Lachanfall löst die Spannungen. Beide verbringen in der Folge mehr Zeit zusammen, auch wenn Romano keine ernsten Absichten hegt. Dies ändert sich, als er Anna weinend vorfindet und sie angibt, so glücklich zu sein. Beide verbringen die Nacht zusammen. Am nächsten Morgen ist Anna abgereist. Sie hat einen Brief an ihn zurückgelassen, den Romano nicht versteht, weil er auf Russisch geschrieben ist. Er kehrt nach Rom zurück.
Romano lässt sich den Brief an der Universität übersetzen und erfährt so, dass Anna vor ihm geflohen ist, weil sie nicht frei ist. Sie schreibt ihm auch, dass sie unglücklich verheiratet ist und in Syssojew lebt. Romano erkennt, dass er Anna liebt, und reist zu ihr. Vor seiner Frau gibt er an, beruflich unterwegs zu sein, will Tinas Mann in Russland doch eine Fabrik für bruchsicheres Glas erbauen lassen. Nach zahlreichen vergeblichen Versuchen, eine Reisegenehmigung nach Syssojew zu erhalten, erreicht Romano schließlich das Dorf. Hier wird ihm ein festlicher Empfang bereitet, ist er doch der erste Ausländer, der den Ort besucht. In der prachtvollen Villa des Bürgermeisters wird ihm ein großer Empfang gegeben, auch wenn er nur wegen Anna gekommen ist – der Bürgermeister ist ihr Ehemann. Anna flieht vor Romano, der sie erst in einem Stall stellen kann. Beide gestehen sich ihre Liebe und dass sie ohne einander nicht leben können. Romano verspricht, nach Rom zu fahren und sich von seiner Frau zu trennen. Anna will auf ihn warten. Zurück in Rom haben sich die Verhältnisse geändert. Elisa hat ihr gesamtes Vermögen verloren und muss die Villa verkaufen. Sie hat Annas Brief gefunden, auch wenn sie ihn nicht versteht. Sie will von Romano wissen, ob er eine Geliebte in Russland habe, und er verneint. Er bleibt bei Elisa, die kurz darauf viel Geld erbt und so ihre Villa behalten kann. Das Leben geht weiter, wie es immer lief.
Romano beendet seine Erzählung, die sich vor acht Jahren zugetragen hat. Vor Pawel rechtfertigt er sein Verhalten Anna gegenüber damit, dass heutzutage niemand mehr auf einen anderen warte. Pawel widerspricht. Er selbst habe viele Jahre um seine jetzige Frau geworben, die erst nach der Trennung von ihrem Mann frei gewesen sei. Sie habe ihn stets abgewiesen, jedoch schließlich einer Ehe zugestimmt, auch wenn sie ihn nie lieben könne, ihm jedoch treu sein werde. Dies sei genug für ihn gewesen. Beide Männer werden vom Oberkellner unterbrochen, der Romano auffordert, weiterzuarbeiten. Es zeigt sich, dass Romano Kellner auf dem Schiff ist. Er beginnt, die Tische für das baldige Essen im Saal vorzubereiten. Pawel kehrt an Deck zu seiner Frau zurück, die sich als Anna entpuppt.

## Produktion
Schwarze Augen wurde unter anderem in Sankt Petersburg, Kostroma, Montecatini Terme und in den Cinecittà-Studios in Rom gedreht. Die Kostüme schuf Carlo Diappi, die Filmbauten stammten von Mario Garbuglia und Alexander Adabaschjan. Für Renzo Marignano und Silvana Mangano war es jeweils der letzte Film. Marignano starb im Herbst 1987, Mangano 1989.
Der Film feierte im Mai 1987 auf den Internationalen Filmfestspielen von Cannes Premiere. Am 25. September 1987 lief er in den italienischen Kinos an. Am 4. Februar 1988 kam er in die bundesdeutschen Kinos, Kinostart in der DDR war am 18. August 1989. In der BRD wurde er im Januar 1989 auf Video veröffentlicht.

## Synchronisation
| Rolle      | Darsteller           | Synchronsprecher |
| ---------- | -------------------- | ---------------- |
| Romano     | Marcello Mastroianni | Wolfgang Hess    |
| Tina       | Marthe Keller        | Viktoria Brams   |
| Konstantin | Dmitri Solotuchin    | Randolf Kronberg |

## Kritiken
Der film-dienst nannte Schwarze Augen eine „elegant erzählte Tragikomödie […] Leichthändig inszeniert und ausgezeichnet gespielt, hält der Film stilsicher die Balance zwischen melancholischen und heiteren Komponenten.“ Ähnlich urteilte Der Spiegel; er fand, Michalkow gelinge im Film, „ein elegantes Gleichgewicht zwischen Sentimentalität und Satire zu finden“. Schwarze Augen sei eine „intelligente, verschwenderisch einfallsreiche und leichtfüßige Kino-Huldigung an die Welt des Anton Tschechow“. „Großes Gefühlskino mit feinstem Esprit“, fasste Cinema zusammen.

## Auszeichnungen
Auf den Internationalen Filmfestspielen von Cannes lief Schwarze Augen 1987 im Wettbewerb um die Goldene Palme. Marcello Mastroianni erhielt den Preis als bester Darsteller. Das amerikanische National Board of Review zeichnete den Film 1987 als besten internationalen Film aus.
Schwarze Augen wurde 1988 für einen Golden Globe als Bester fremdsprachiger Film nominiert. Im gleichen Jahr erhielt Marcello Mastroianni eine Oscar-Nominierung als Bester Hauptdarsteller. Ebenfalls 1988 wurde Schwarze Augen für einen César als Bester ausländischer Film nominiert. Das Sindacato Nazionale Giornalisti Cinematografici Italiani zeichnete Marcello Mastroianni 1988 als Besten Schauspieler mit dem Nastro d’Argento aus.
Bei der Verleihung der David di Donatello im Jahr 1988 wurden Marcello Mastroianni als bester Hauptdarsteller und Jelena Safonowa als beste Hauptdarstellerin ausgezeichnet. Der Film erhielt zehn weitere Nominierungen: in den Kategorien Beste Regie (Nikita Michalkow), Beste Nebendarstellerin (Silvana Mangano, Marthe Keller), Bester Film, Bester Produzent (Carlo Cucchi, Silvia D’Amico Bendico), Beste Kamera (Franco Di Giacomo), Bestes Drehbuch (Nikita Michalkow, Alexander Adabaschjan, Suso Cecchi D’Amico), Bestes Szenenbild (Mario Garbuglia, Alexander Adabaschjan), Bester Schnitt (Enzo Meniconi) und Bestes Kostümbild (Carlo Diappi).
1989 erhielt Schwarze Augen außerdem eine BAFTA-Nominierung in der Kategorie Bester nicht-englischsprachiger Film.